# Франческо Нуті
Франче́ско Ну́ті (італ. Francesco Nuti; 17 травня 1955, Прато, Тоскана — 12 червня 2023, Рим) — італійський актор, сценарист, кінорежисер та продюсер. Лауреат кінопремій «Давид ді Донателло» та «Срібна стрічка» у категоріях «Найкращий актор» та низки інших професійних та фестивальних нагород та номінацій .

## Біографія
Франческо Нуті народився 17 травня 1955 року в тосканському місті Прато. Почав свою артистичну кар'єру наприкінці 1970-х років, коли створив кабаре-гурт «Джанкаттіві» (італ. I Giancattivi) разом з Алессандро Бенвенуті та Атіною Ченчі. Група взяла участь у телешоу «Black Out» та «Non Stop» для телеканалу RAI та зняла свій перший фільм «Захід від Дональда Дака» у 1982 році під керівництвом Бенвенуті. Наступного року Нуті відмовився від тріо, почавши сольну акторську кар'єру, знявшись у трьох фільмах режисера Мауріціо Понці: «Мадонна, яка тиша сьогодні увечері» (1982), «Я, К'яра і Похмурий» (1983) та «Я задоволений» (1983).
Багато фільмів, які Нуті зняв як режисер (з 1985 року) і в яких зіграв головні ролі, мали великий глядацький і касовий успіх. Він отримав низку престижних кінематографічних нагород і премій, а в 1988 році навіть брав участь як співак у відомому фестивалі італійської пісні в Сан-Ремо. Проте з середини 1990-х років у Нуті починаються невдачі й він впадає в тривалу депресію.
2 вересня 2006 року Франческо Нунті за не до кінця з'ясованих обставин впав зі сходів у своєму будинку, зазнав серйозних травм і впав у кому. Після трьох місяців, проведених у лікарні, Нуті опритомнів, але він втратив мову й залишився прикутим до інвалідного візка.

## Фільмографія
Актор
| Рік  |   | Українська назва                   | Оригінальна назва                | Роль                  |
| ---- | - | ---------------------------------- | -------------------------------- | --------------------- |
| 1982 | ф | Захід від Дональда Дака            | Ad ovest di Paperino             | Франческо Сабатіні    |
| 1982 | ф | Мадонна, яка тиша сьогодні увечері | Madonna che silenzio c'è stasera | Франческо             |
| 1983 | ф | Я, К'яра і Похмурий                | Io, Chiara e lo scuro            | Франческо 'Тоскано'   |
| 1983 | ф | Я задоволений                      | Son contento                     | Francesco Giglio      |
| 1985 | с | Мрії і реальність                  | Sogni e bisogni                  | Sant'Analfabeta       |
| 1985 | ф | У всьому винен рай                 | Tutta colpa del paradiso         | Ромео Касамоніка      |
| 1985 | ф | Касабланка, Касабланка             | Casablanca, Casablanca           | Франческо             |
| 1986 | ф | Зачаровані                         | Stregati                         | Лоренцо               |
| 1988 | ф | Польський батько Карузо Паскоський | Caruso Pascoski di padre polacco | Карузо Паскоський     |
| 1989 | ф |                                    | Willy Signori e vengo da lontano | Willy Signori         |
| 1991 | ф | Жінки у спідницях                  | Donne con le gonne               | Renzo Calabrese       |
| 1994 | ф |                                    | OcchioPinocchio                  | Піноккіо              |
| 1998 | ф | Синьйор 15 куль                    | Il signor Quindicipalle          | Cecco                 |
| 2000 | ф | Я кохаю Андреа                     | Io amo Andrea                    | Дадо                  |
| 2001 | ф | Тінейджери                         | Caruso, zero in condotta         | Лоренцо Карузо        |
| 2004 | ф | Провина потерпілого                | Concorso di colpa                | Франчесуо Де Бернарді |

Сценарист, режисер та продюсер
| Рік  |                                     | Назва українською                | Оригінальна назва | Сценарист | Режисер | Продюсер |
| ---- | ----------------------------------- | -------------------------------- | ----------------- | --------- | ------- | -------- |
| 1982 | Мадонна, яка тиша сьогодні увечері  | Madonna che silenzio c'è stasera | Так               |           |         |          |
| 1983 | Я, К'яра і Похмурий                 | Io, Chiara e lo scuro            | Так               |           |         |          |
| 1983 | Я задоволений                       | Son contento                     | Так               |           |         |          |
| 1985 | У всьому винен рай                  | Tutta colpa del paradiso         | Так               | Так       |         |          |
| 1985 | Касабланка, Касабланка              | Casablanca, Casablanca           | Так               | Так       |         |          |
| 1986 | Зачаровані                          | Stregati                         | Так               | Так       |         |          |
| 1987 | Марамао                             | Maramao                          |                   |           | Так     | Так      |
| 1988 | Польський батько Карузо Паскорський | Caruso Pascoski di padre polacco | Так               | Так       |         |          |
| 1989 |                                     | Willy Signori e vengo da lontano | Так               | Так       |         |          |
| 1991 | Жінки у спідницях                   | Donne con le gonne               | Так               | Так       |         |          |
| 1994 |                                     | OcchioPinocchio                  | Так               | Так       |         |          |
| 1998 | Синьйор 15 куль                     | Il signor Quindicipalle          | Так               | Так       |         |          |
| 2000 | Я кохаю Андреа                      | Io amo Andrea                    | Так               | Так       | Так     | Так      |
| 2001 | Тінейджери                          | Caruso, zero in condotta         | Так               | Так       | Так     | Так      |

## Визнання
| Нагороди та номінації Франческо Нуті              | Нагороди та номінації Франческо Нуті                   | Нагороди та номінації Франческо Нуті           | Нагороди та номінації Франческо Нуті |
| Рік                                               | Категорія                                              | Фільм                                          | Результат                            |
| ------------------------------------------------- | ------------------------------------------------------ | ---------------------------------------------- | ------------------------------------ |
| Премія Давид ді Донателло                         |                                                        |                                                |                                      |
| 1983                                              | Найкращий актор                                        | Я, К'яра і Похмурий                            | Перемога                             |
| 1984                                              | Найкращий актор                                        | Я задоволений                                  | Номінація                            |
| 1985                                              | Найкращий актор                                        | Касабланка, Касабланка                         | Перемога                             |
| 1985                                              | Найкращий новий режисер                                | Касабланка, Касабланка                         | Номінація                            |
| 1986                                              | Найкращий актор                                        | У всьому винен рай                             | Номінація                            |
| 1900                                              | Золота медаль міста Рима                               | Золота медаль міста Рима                       | Перемога                             |
| Італійський національний синдикат кіножурналістів |                                                        |                                                |                                      |
| 1983                                              | Премія «Срібна стрічка» за найкращу чоловічу роль      | Я, К'яра і Похмурий                            | Перемога                             |
| 1983                                              | Найкращий оригінальний сюжет                           | Я, К'яра і Похмурий (спільно з Мауріціо Понці) | Номінація                            |
| 1989                                              | Премія «Срібна стрічка» за найкращу режисерську роботу | Польський батько Карузо Паскорський            | Номінація                            |
| Премія «Золотий кубок» (Італія)                   |                                                        |                                                |                                      |
| 1983                                              | Золота пластина найкращому новому акторові             | Я, К'яра і Похмурий                            | Перемога                             |
| Премія «Золотий глобус» (Італія)                  |                                                        |                                                |                                      |
| 1984                                              | Найкращий актор-одкровення                             | Я, К'яра і Похмурий                            | Перемога                             |
| 1985                                              | Найкращий актор головної ролі                          | Касабланка, Касабланка                         | Перемога                             |
| Міжнародний кінофестиваль у Сан-Себастьяні        |                                                        |                                                |                                      |
| 1985                                              | Премія найкращому новому режисерові                    | Касабланка, Касабланка                         | Перемога                             |
| Премія «Золота хлопавка»                          |                                                        |                                                |                                      |
| 1986                                              | Найкращий актор                                        | У всьому винен рай                             | Перемога                             |
| Кінофестиваль у Джиффоні-Валле-П'яна              |                                                        |                                                |                                      |
| 1900                                              | Премія Франсуа Трюффо                                  | Премія Франсуа Трюффо                          | Перемога                             |